# كين راسيل
كين راسيل (بالإنجليزية: Ken Russell)‏ (و. 1927 – 2011 م) هو مخرج سينمائي، وممثل، وكاتب سيناريو، ومصور سينمائي، ومنتج أفلام، ومونتير، من المملكة المتحدة، ولد في ساوثهامبتون، توفي في لندن، عن عمر يناهز 84 عاماً.

## الخدمة العسكرية
خدم في سلاح الجو الملكي.

## وصلات خارجية
- كين راسيل على موقع IMDb (الإنجليزية)
- كين راسيل على موقع الموسوعة البريطانية (الإنجليزية)
- كين راسيل على موقع روتن توميتوز (الإنجليزية)
- كين راسيل على موقع مونزينجر (الألمانية)
- كين راسيل على موقع ألو سيني (الفرنسية)
- كين راسيل على موقع ميوزك برينز (الإنجليزية)
- كين راسيل على موقع تيرنر كلاسيك موفيز (الإنجليزية)
- كين راسيل على موقع أول موفي (الإنجليزية)
- كين راسيل على موقع قاعدة بيانات الأفلام السويدية (السويدية)
- كين راسيل على موقع إن إن دي بي (الإنجليزية)